# Chiến tranh Tiền Lý – Lương (545–550)
Chiến tranh Tiền Lý - Lương là cuộc chiến bùng nổ từ năm 545 đến năm 550 kéo dài 5 năm do Triệu Quang Phục lãnh đạo chống quân Lương.

## Nguyên nhân
Năm Giáp Tý 544, Lý Bí lên ngôi sau khi đánh đuổi thành công ách đô hộ nhà Lương. Năm 545, tháng 5, nhà Lương với vua Lương Vũ Đế cử Dương Phiêu (hay Dương Thiệu) làm thứ sử Giao Châu, Trần Bá Tiên làm tư mã, đem quân xâm lấn, lại sai thứ sử Định Châu là Tiêu Bột hội với Phiêu ở Giang Tây.

## Diễn biến

### Lý Bí đánh đuổi quân Lương
Trần Bá Tiên đem quân đi trước. Khi quân của Bá Tiên đến Giao Châu, Lý Nam Đế đem 3 vạn quân ra chống cự, bị thua ở Chu Diên, lại thua ở cửa sông Tô Lịch, tướng Tinh Thiều, Phạm Tu, Triệu Túc tử trận. Ông chạy về thành Gia Ninh (xã Gia Ninh, huyện Vĩnh Lạc tỉnh Vĩnh Phúc cũ ngày nay thuộc xã Thanh Đình, thành phố Việt Trì, tỉnh Phú Thọ.). Quân Lương đuổi theo vây đánh.
Tháng giêng năm 546, Trần Bá Tiên đánh lấy được thành Gia Ninh. Lý Nam Đế chạy vào đất người Lạo ở Tân Xương. Quân Lương đóng ở cửa sông Gia Ninh.
Sau một thời gian tập hợp và củng cố lực lượng, tháng 8, ông đem 2 vạn quân từ trong đất Lạo ra đóng ở hồ Điển Triệt (xã Tứ Yên, huyện Lập Thạch, tỉnh Phú Thọ), đóng nhiều thuyền đậu chật cả mặt hồ. Quân Lương sợ, cứ đóng lại ở cửa hồ không dám tiến vào. Đêm hôm ấy nước sông lên mạnh, dâng cao 7 thước, tràn đổ vào hồ. Trần Bá Tiên nhân đó đem quân theo dòng nước tiến trước vào. Quân Vạn Xuân không phòng bị, vì thế tan vỡ.

### Lý Thiên Bảo đánh Trần Bá Tiên
Anh trai của Lý Bí là Lý Thiên Bảo đã cùng Lý Phật Tử họp quân với Lý Bí chống Trần Bá Tiên. Lý Thiên Bảo đã giết chết thứ sử nhà Lương là Trần Văn Giới. Trần Bá Tiên thấy vậy mang quân vào đuổi theo đánh, Lý Thiên Bảo và Lý Phật Tử thua trận, bèn thu nhặt quân còn sót được vạn người chạy sang đất người Di Lạo ở Ai Lao. Thấy động Dã Năng ở đầu sông Đào Giang, đất phẳng rộng màu mỡ có thể ở được, mới đắp thành để ở, nhân tên đất ấy mà đặt quốc hiệu là Dã Năng.

### Triệu Quang Phục lên ngôi vua
Năm 548, Lý Nam Đế mất ở động Khuất Lạo, ông giao ủy quyền cho Triệu Quang Phục là con của quan thái thú Triệu Túc (Tiền Lý). Triệu Quang Phục tự xưng là Triệu Việt Vương, kêu gọi người dân một lần nữa đứng lên chống Lương. Năm 547, tháng Giêng, Quang Phục đã hành động trước ông lui về giữ đầm Dạ Trạch (bãi Màn Trò, huyện Khoái Châu, tỉnh Hưng Yên). Đầm này rộng, cỏ cây um tùm, bụi rậm che kín, ở giữa có nền đất cao có thể ở được, bốn mặt bùn lầy, người ngựa khó đi, chỉ có thể dùng thuyền độc mộc nhỏ chống sào đi lướt trên cỏ nước mới có thể vào được. Nếu không quen biết đường đi thì lạc không biết là đâu, lỡ rơi xuống nước liền bị rắn độc cắn chết. Quang Phục thuộc rõ đường đi lối lại, đem hơn 2 vạn người vào đóng ở nền đất trong đầm. Ông dùng chiến thuật du kích, ban ngày tuyệt không để khói lửa và dấu người, ban đêm dùng thuyền độc mộc đem quân ra đánh doanh trại của quân Bá Tiên cướp hết lương thực vũ khí, giết và bắt sống rất nhiều, lấy được lương thực để làm kế cầm cự lâu dài. Bá Tiên không đánh được. Người trong nước gọi ông là Dạ Trạch Vương (夜澤王).
Tháng 1 năm 550, Bá Tiên bàn với các tướng rằng:"Ta chinh chiến lâu ngày, quân của Triệu Quang Phục ít nên sức yếu, quân ta nhiều nên mạnh. Ta sẽ cầm cự quân binh, lương thực chỉ chờ cho quân Việt uể oải yếu sức ta thừa cơ phản công tất sẽ thắng".
Các tướng đều cho là chính phải, Bá Tiên chuẩn bị tiến hành, thì quan hộ vệ Dương Sàn vào nói rằng nhà Lương có loạn, Bá Tiên phải về nước (sau này Trần Bá Tiên cướp ngôi vua của nhà Lương năm 557), cho Dương Sàn ở lại. Thế là Quang Phục nghe tin cho quân vây đánh. Dương Sàn bất ngờ, chống cự không nổi nên bị giết chết, các tướng nhà Lương cũng lần lượt bị bại trận. Quân Lương tan vỡ chạy về nước. Cuối năm 550, Triệu Quang Phục lên ngôi vua thống nhất đất nước.